# Александер Кок
Александер Кок (англ. Alexander Koch; нар. 24 лютого 1988, Детройт, Мічиган, США) — американський актор, який відомий роллю Джеймса Ренні в серіалі «Під куполом».

## Біографія
Александер Кок народився в родині Джозефа, який був адвокатом і помічником прокурора, та Джої. Він ріс у передмісті Детройта.Після закінчення місцевої школи він намагався вступити в кілька театральних шкіл, але отримав відмови. Його прийняли в Університет Де Поля, Чикаго, який Александер закінчив у 2012 та отримав ступінь бакалавра витончених мистецтв.

## Кар'єра
Кок дебютував у короткометражному кіно. Він виконав ролі Френка в незалежному фільмі «Привиди» та Чарлі в драмі «Зима» у 2011 році. Наступного року він з'явився в одному епізоді телепроєкту «Недоуспішні». На початку 2013 року актора затвердили на роль у серіалі «Під куполом», який заснований на однойменному романі Стівена Кінга.
У 2016 відбулась прем'єра психологічного трилера «Завжди сяй», у якому Кок виконав роль другого плану. Наступного року він зіграв у драматичному фільмі «Види під загрозою зникнення» та в комедії «Припарковані».

## Фільмографія
| Рік       |    | Українська назва            | Оригінальна назва | Роль         |
| --------- | -- | --------------------------- | ----------------- | ------------ |
| 2011      | кф | Привиди                     | The Ghosts        | Френк        |
| 2011      | кф | Зима                        | Winter            | Чарлі        |
| 2012      | с  | Недоуспішні                 | Underemployed     |              |
| 2013—2015 | с  | Під куполом                 | Under the Dome    | Джеймс Ренні |
| 2016      | ф  | Завжди сяй                  | Always Shine      | Метт         |
| 2017      | ф  | Види під загрозою зникнення | Maya Dardel       | Пол          |
| 2017      | тф | Припарковані                | Parked            | Марк         |
| 2018      | ф  | Велика виделка              | Big Fork          | Кіптон       |